# Strelasund
Strelasund es un brazo del mar Báltico localizado en la costa alemana de la Pomerania Occidental. Es un estrecho que separa la isla de Rügen del continente y conecta el Báltico, al norte, con la bahía de Greifswald, al sureste. En sus riberas está la ciudad de Stralsund.
Como única comunicación entre Rügen y la tierra firme hay un terraplén, llamado «Rügendamm», situado sobre el Strelasund. La infraestructura se ha visto notablemente mejorada con el puente Rügen, inaugurado el 20 de octubre de 2007 por la canciller Angela Merkel. Tiene una longitud de 2.831 m y el pilar central llega a una altura de 120 m.